# Neivamyrmex erichsonii
Neivamyrmex erichsonii är en myrart som först beskrevs av John Obadiah Westwood 1842.  Neivamyrmex erichsonii ingår i släktet Neivamyrmex och familjen myror. Inga underarter finns listade i Catalogue of Life.